# بی‌تی‌اس اسکای‌ترین
بی‌تی‌اس اسکای‌ترین (تایلندی: รถไฟฟ้า)، (انگلیسی: BTS Skytrain) سامانه قطار شهری در بانکوک، تایلند است.
این مترو که در سال ۱۹۹۹ تأسیس شده دارای ۲ خط، ۳۴ ایستگاه و ۳۶٫۴۵ کیلومتر طول می‌باشد.

## نقشه

نقشه بی‌تی‌اس اسکای‌ترین (سبز کم‌رنگ و سبز پررنگ)

## نگارخانه

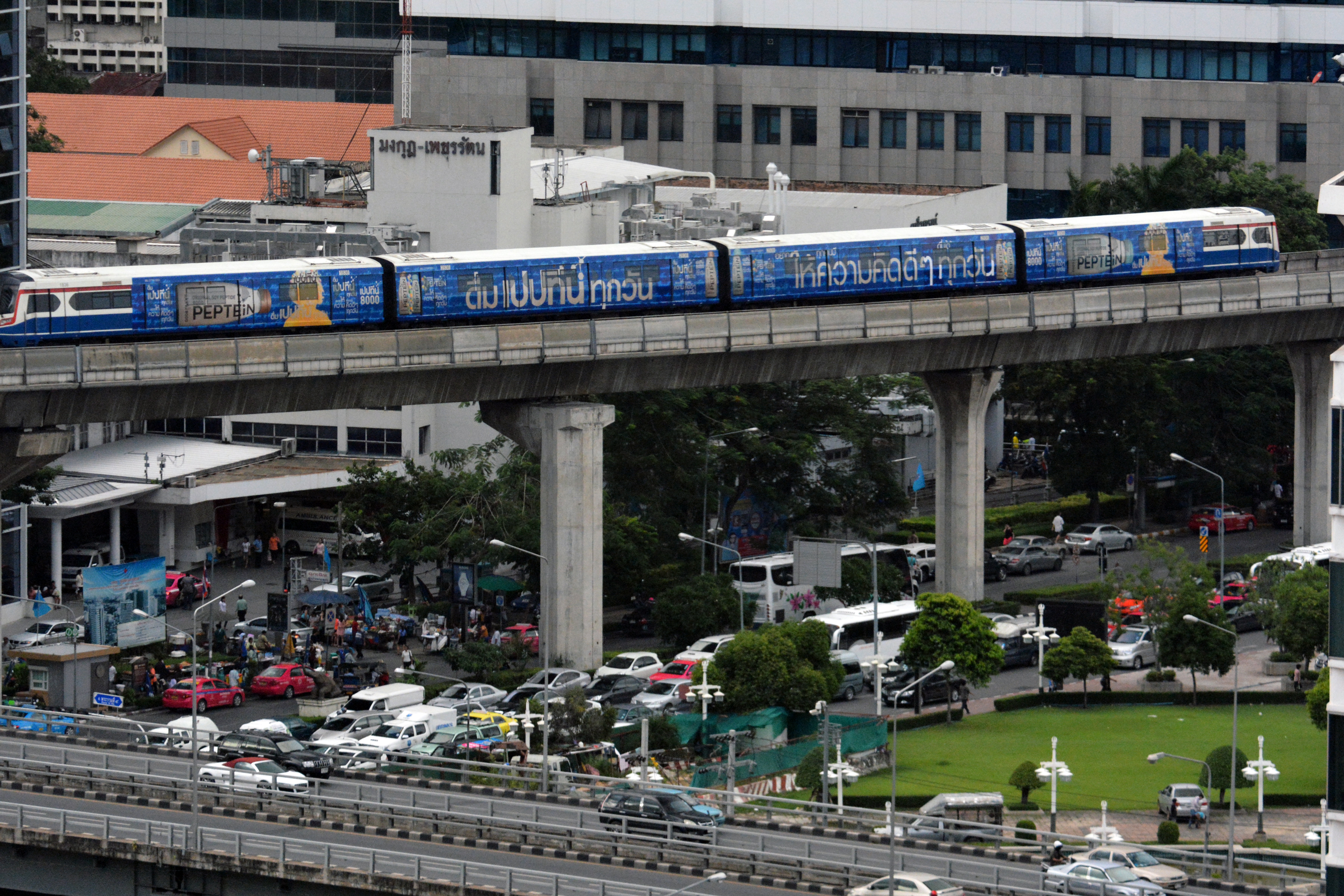
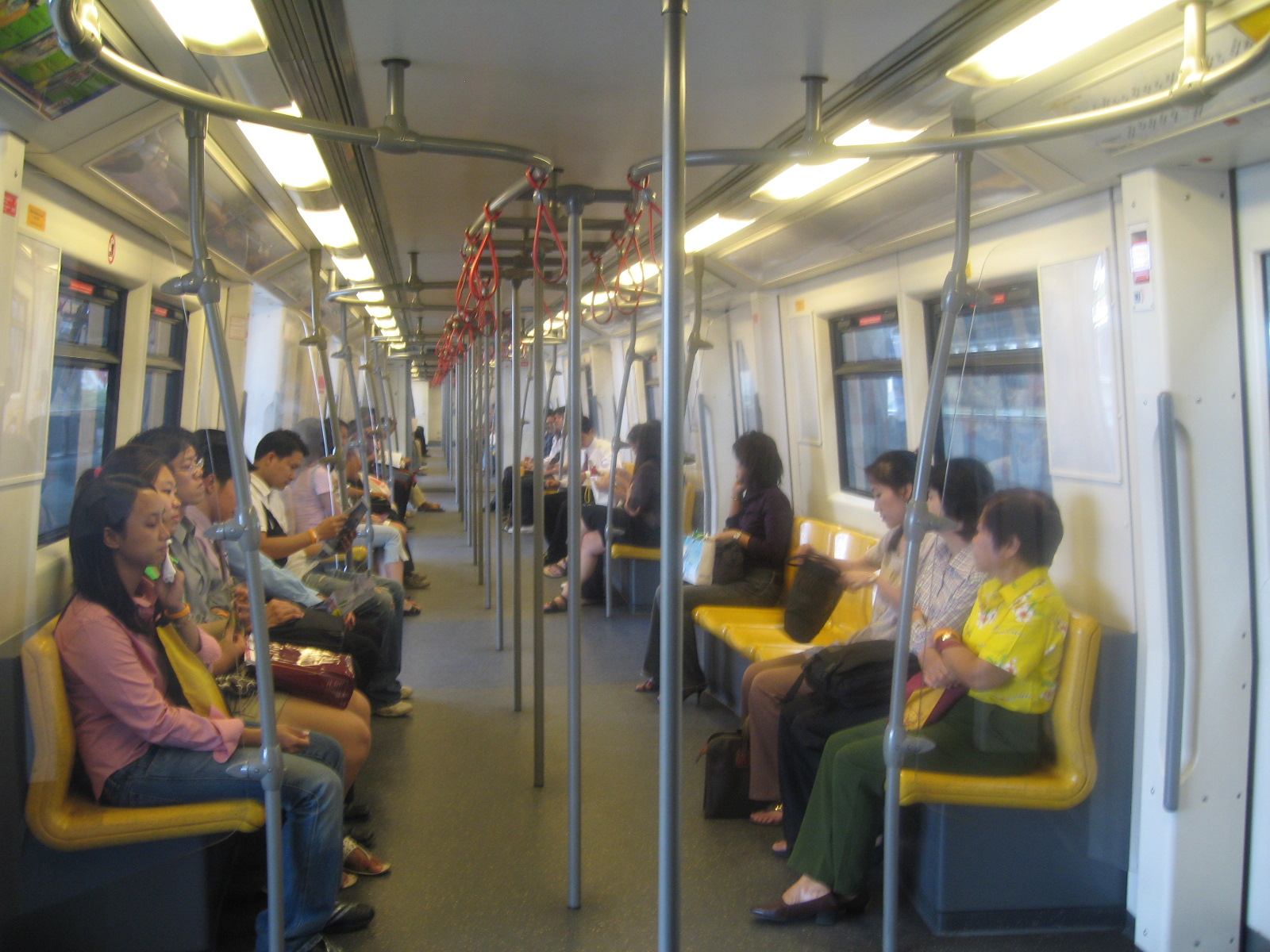
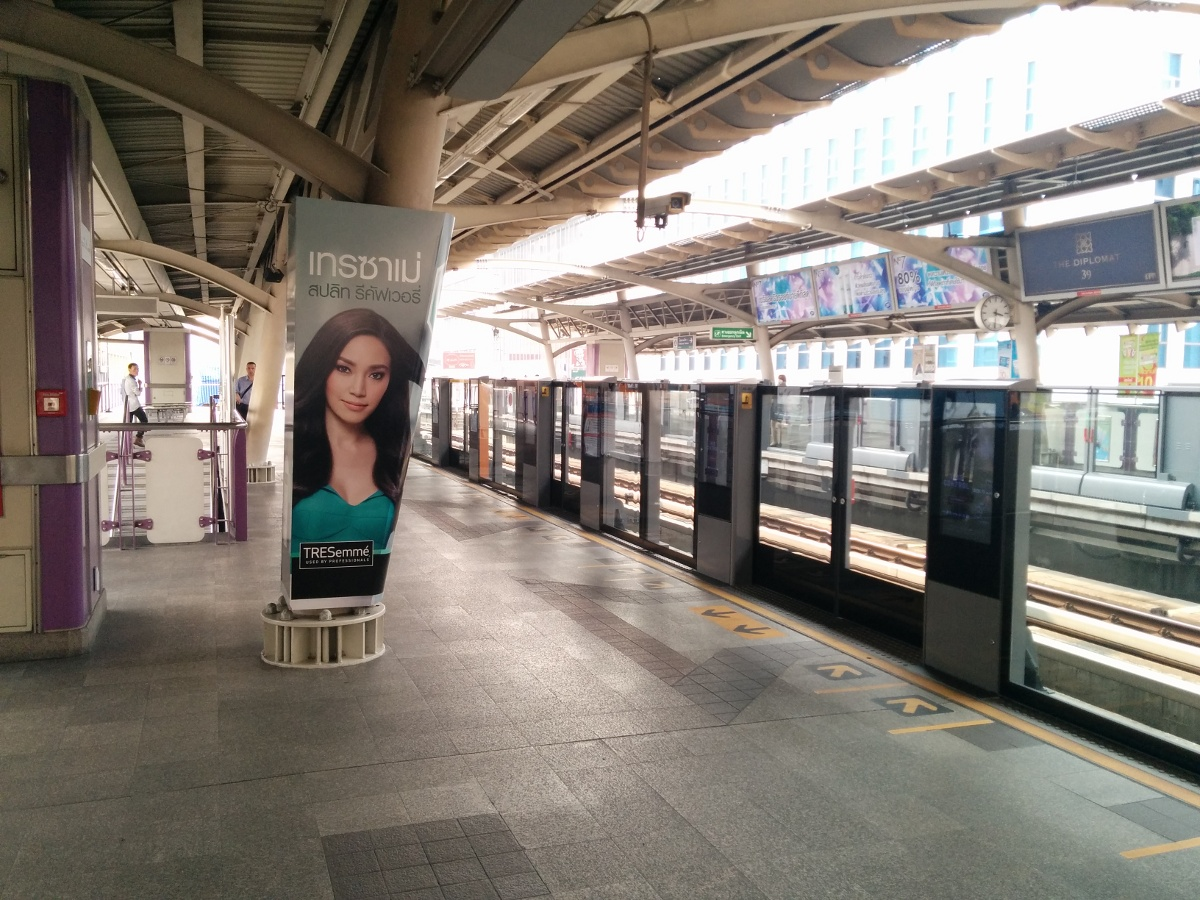
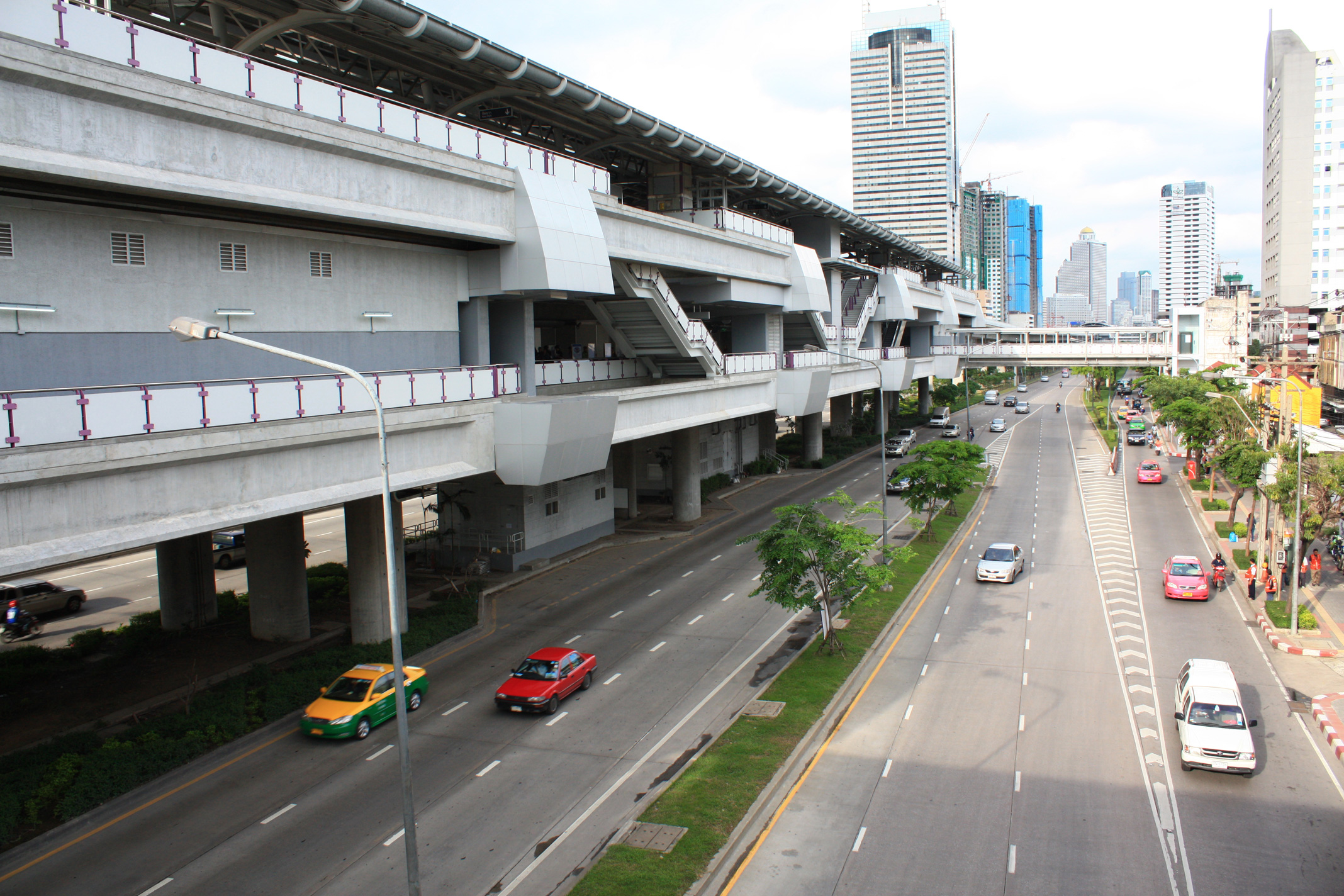
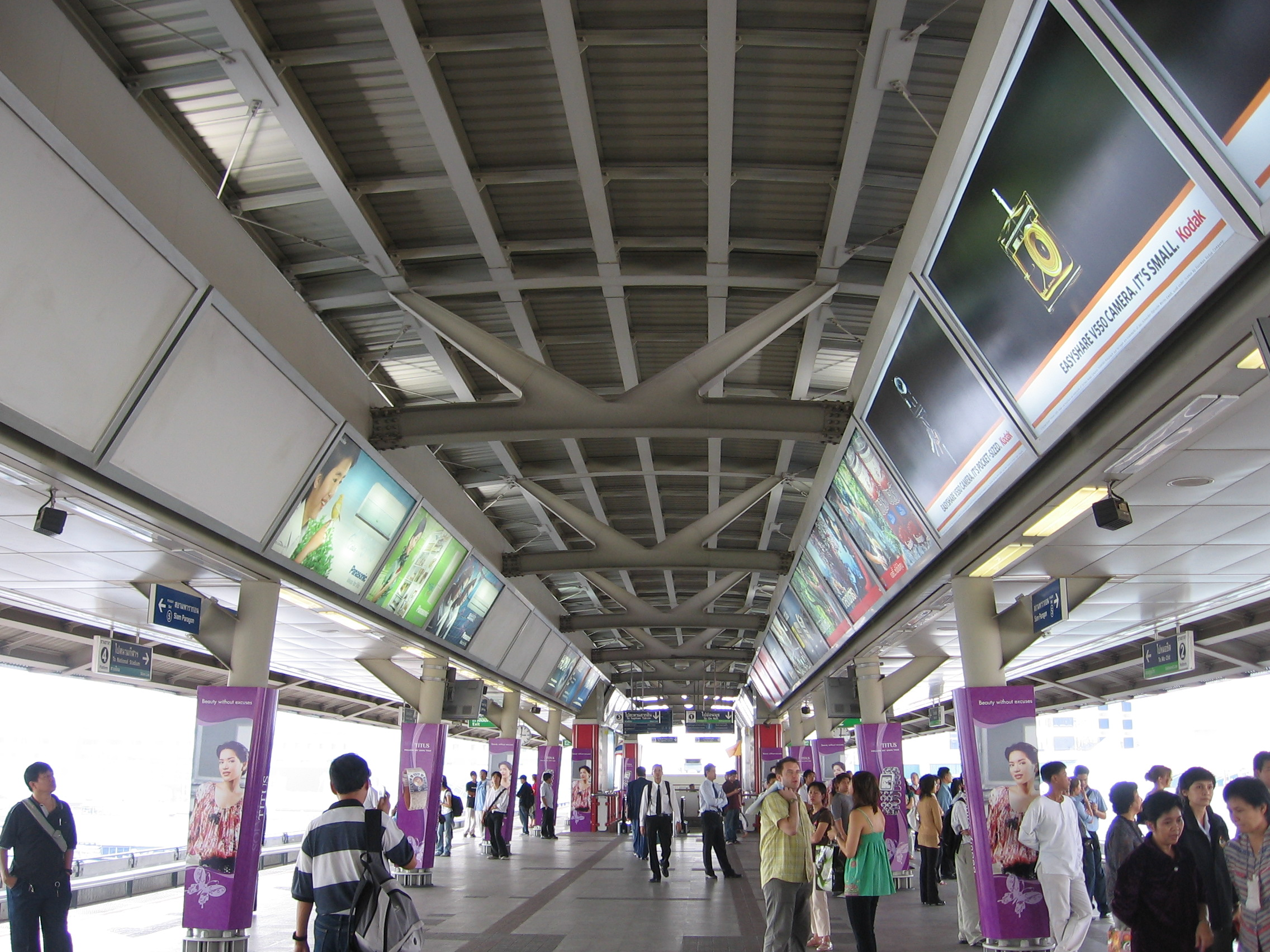
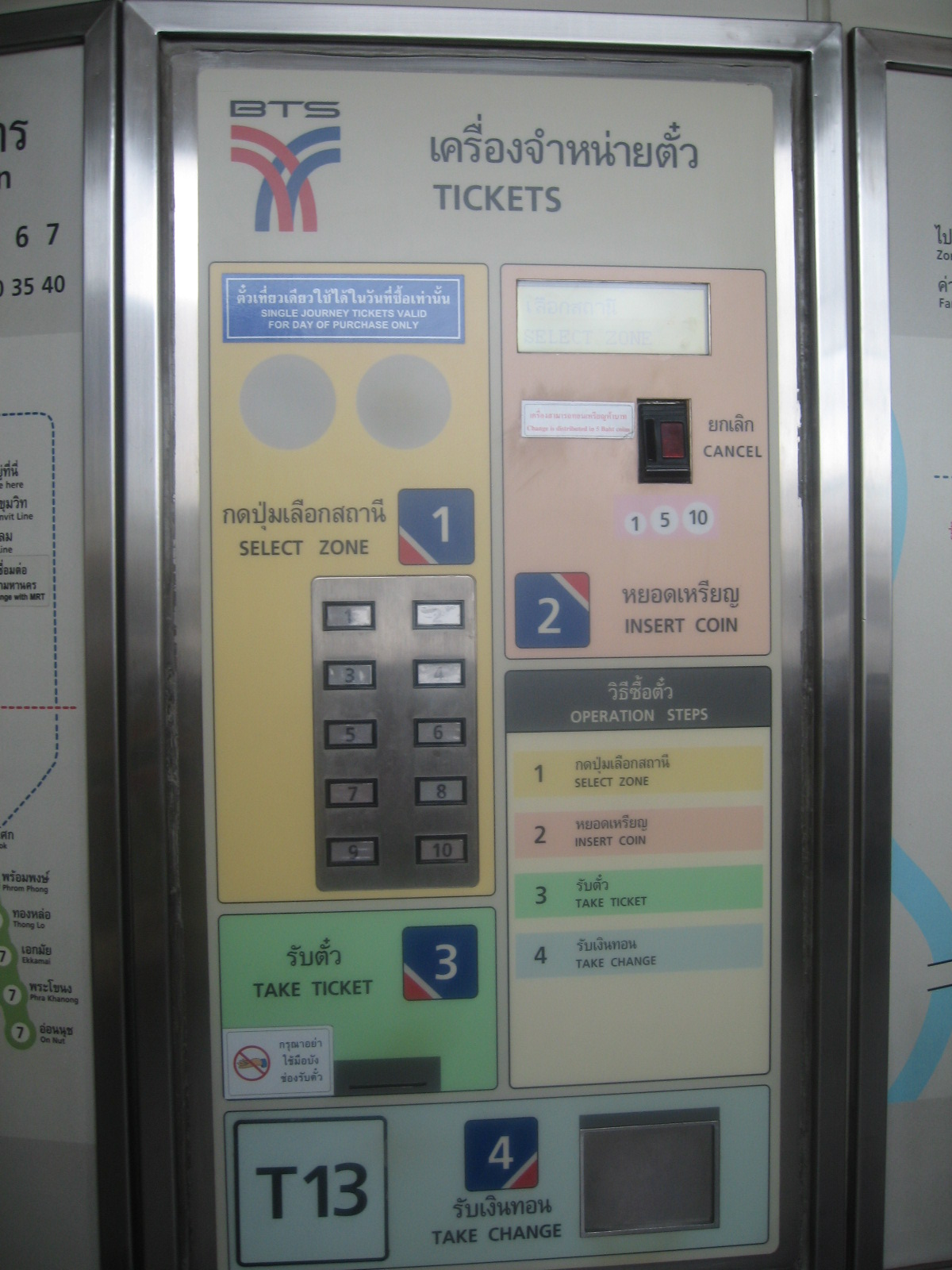
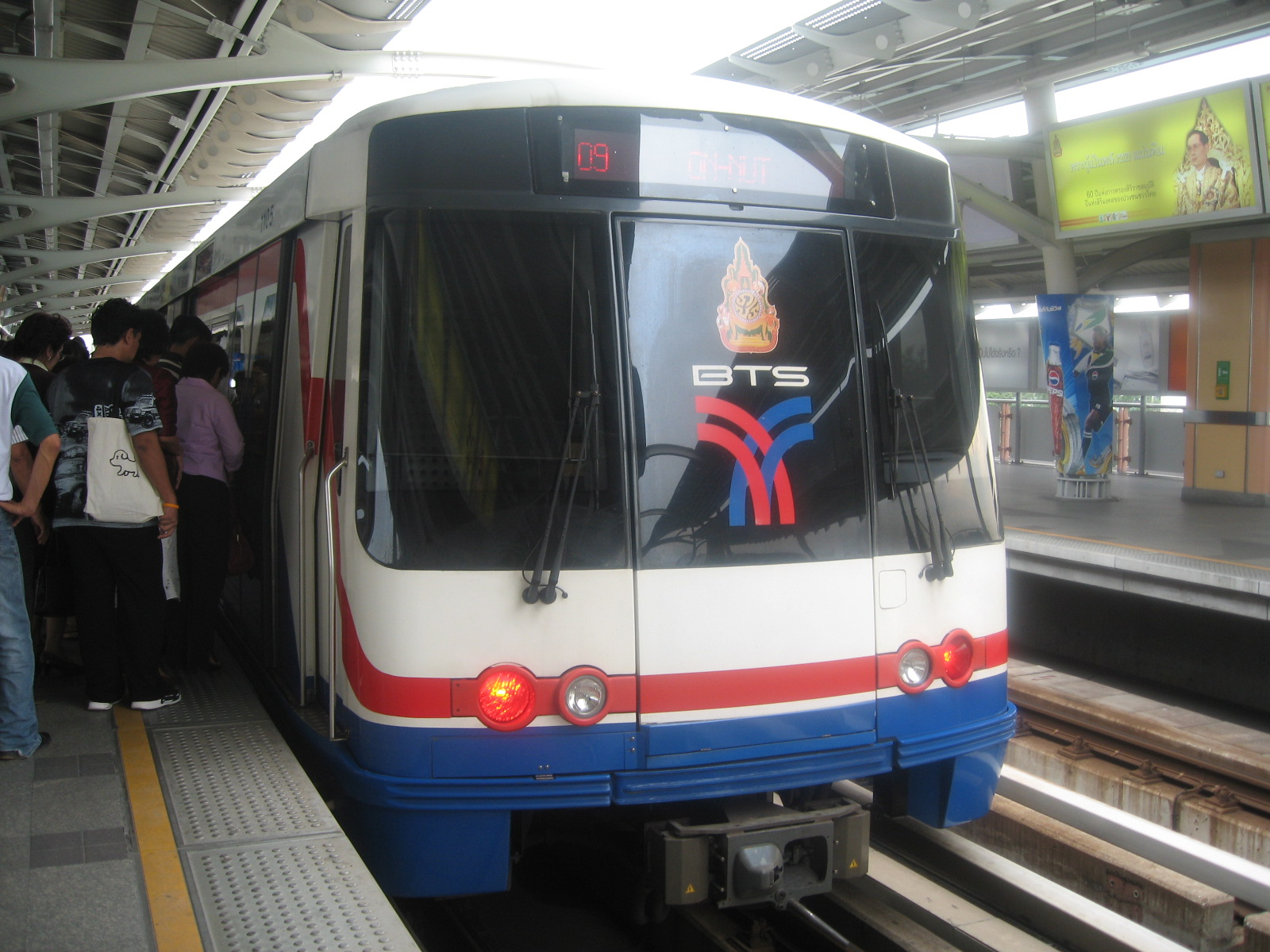
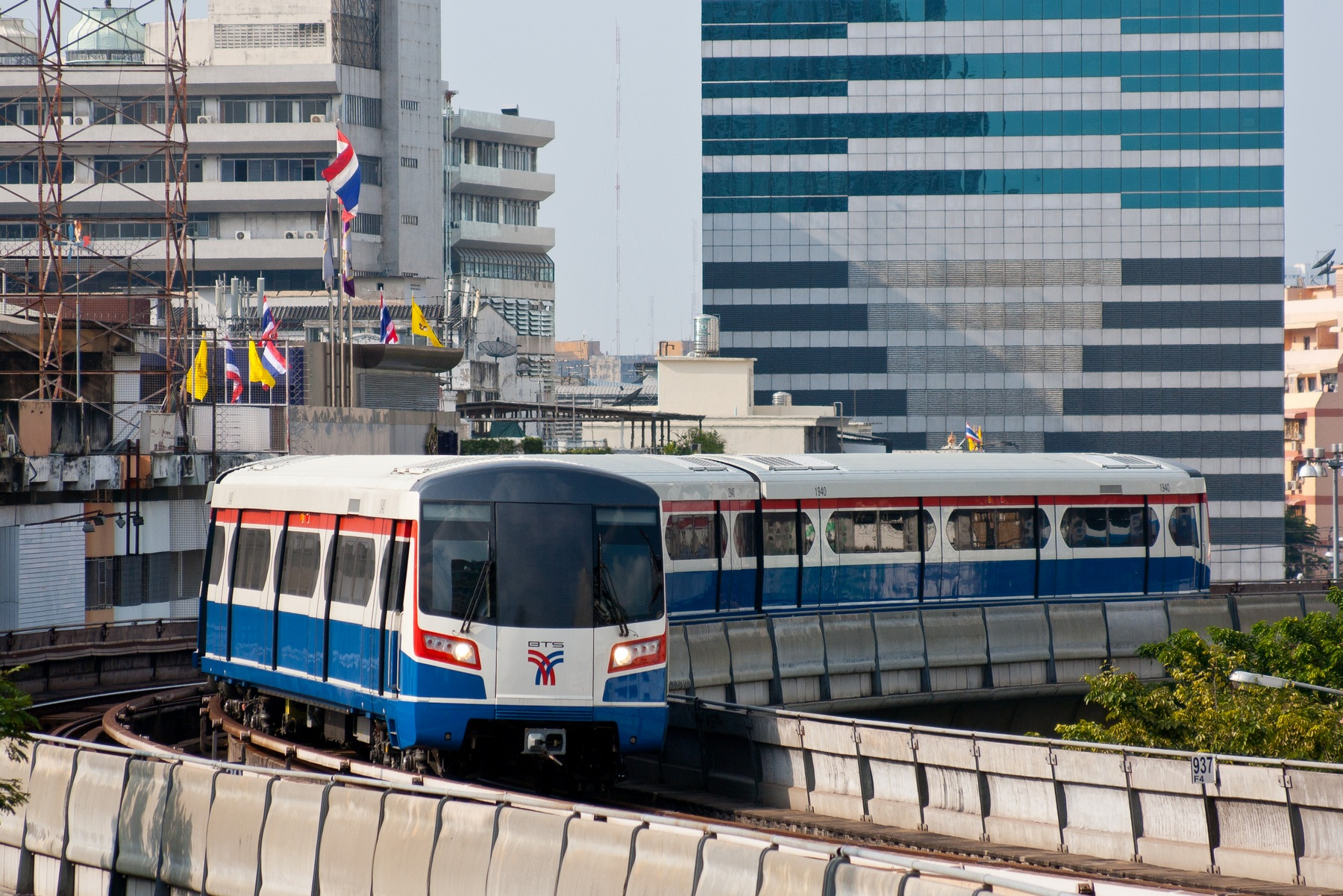